# Фестиваль Фестивалей
Санкт-Петербургский международный кинофестиваль «Фестиваль Фестивалей» (англ. Festival of Festivals) — международный фестиваль игрового кино, самый большой неконкурсный фестиваль в России, учреждённый в 1993 году, который проходит ежегодно 24-29 июня в Санкт-Петербурге (Россия).
С 2000 года Правительство Санкт-Петербурга включило «Фестиваль Фестивалей» в список особо значимых культурных мероприятий города.

Логотип Санкт-Петербургского международного кинофестиваля «Фестиваль Фестивалей»

## История

### 1993
I Международный кинофестиваль состоялся в 1993 году. Фильмы шли в кинотеатрах «Аврора», «Колизей», «Спартак» и «Руслан» (г. Пушкин) и подразделялись на три секции: «Фестиваль Фестивалей» (зарубежные), «Новое кино Санкт-Петербурга» и «Неизвестный Ленфильм».
Программа включала в себя как отечественные, так и зарубежные киноработы. Большим интересом, по мнению журналиста Дмитрия Комма, пользовалась программа американского киноавангарда, представленная продюсером Абигайль Чайлд. Особенно её последний раздел — «Пол и секс», в котором, среди прочих, был фильм «Песнь любви», снятый драматургом Жаном Жене — автором «Служанок» и «Балкона». Кроме того, на Фестивале состоялась официальная премьера комедии Максима Пежемского «Пленники удачи» и был показан фильм «Никотин», получивший весьма противоречивую оценку кинокритиков и журналистов.
| ГРАН-ПРИ                  | фильму «Орландо», реж. Салли Попер (Великобритания)     |
| Приз зрительских симпатий | фильму «Орландо», реж. Салли Попер (Великобритания)     |
| Приз дирекции Фестиваля   | фильму «Начальная школа», реж. Ян Сверак (Чехословакия) |

### 1994
За 6 дней «Фестиваля Фестивалей-94» было представлено 70 работ. Программа «ФФ» была столь насыщенной, что одними фильмами приходилось жертвовать ради других. Кинопоказ вёлся по следующим секциям: «Мировое кино 90-х годов», «Кино Франции 90-х годов», «Кино Германии 90-х годов» (в связи с тем, что Санкт-Петербург является городом-побратимом Гамбурга), «Новое кино России и СНГ», «Ретроспектива Лукино Висконти» и ретроспектива «СССР — неизвестные шедевры кино».
Отсутствие иностранных звёзд вполне искупалось блестящей программой: «Дикие ночи» Сирила Коллара и «Обнажённые» Майка Ли, «Дитя Макона» Питера Гринуэя, «Прощай, моя наложница» Чэнь Кайгэ, «Коровы» Хулио Медема, «Раз два три солнце» Бертрана Блие, дилогия Жака Риветта «Жанна-девственница. Битвы», «Жанна-девственница. Тюрьмы» с Сандрин Боннэр в главной роли, а также «Луи — ребёнок-король» Роже Планшона.
На закрытии фестиваля показали фильм «Подмосковные вечера» Валерия Тодоровского, а закрывала фестиваль актриса Инна Чурикова. Был показан фильм с её участием «Год собаки», серебряный призёр Берлинского фестиваля (режиссёр Семён Аранович).
| ГРАН-ПРИ                  | фильму «Дитя Макона», реж. Питер Гринуэй (Великобритания)                                                                                   |
| Приз зрительских симпатий | Центру Экспериментальной Кинематографии «Чинечитта» (Рим, Италия)                                                                           |
| Приз дирекции Фестиваля   | фильму «Венера в мехах», реж. Марти Сейферт и Виктор Ниевенхьюис (Нидерланды); фильму «Кош ба кош», реж. Бахтияр Худойназаров (Таджикистан) |

### 1995
Программа Третьего международного Фестиваля Фестивалей состояла из трёх секций: международной, нового русского кино и исторической. Свои фильмы представили на Фестивале французский режиссёр Аньес Варда, режиссёр из Англии Эндрю Биркин, полную ретроспективу фильмов всемирно известного Пьера Паоло Пазолини привезла в Петербург его вдова Лаура Бетти, «Дни кино Гамбурга» прошли в фестивальные дни при участии представительной делегации немецких кинематографистов.
Особой благодарности и ценных призов удостоились зарубежные партнёры Фестиваля — Фонд П. П. Пазолини за предоставленную ретроспективу мастера, канадская фирма «Alliance» — за ретроспективу Атома Эгояна и фильмы «Лео ло» и «Я люблю мужчину в униформе», а также Британский совет в Петербурге — за программу британского кино.
На трёх картинах — «Перед дождём» Милчо Манчевского (Великобритания-Македония-Франция), «Особенности национальной охоты» Александра Рогожкина (Россия) и «Сирены» Джона Дигана (Австралия), а также на многих фильмах ретроспективы Пазолини наблюдались полные залы.
Помимо основных призов, газетой «Реклама-Шанс» впервые на этом Фестивале был учрежден приз «Шанс — дебют», который был вручён бельгийскому режиссёру Фредерику Фонтену за короткометражку «Бедняжка Боб».
| ГРАН-ПРИ                  | фильму «Перед дождём», реж. Милчо Манчевски (Македония)                   |
| Приз зрительских симпатий | фильму «Сирены», реж. Джон Диган (Австралия)                              |
| Приз дирекции Фестиваля   | фильму «Особенности национальной охоты», реж. Александр Рогожкин (Россия) |

### 1996
«Фестиваль Фестивалей — 96» открылся «Гротеском» — режиссёрским дебютом документалиста Джона Пола Дэвидсона с участием рок-звезды Стинга, а завершился «Необычайным приключением Корнеля Эсти». В промежутке между двумя этими фильмами уложились более 100 картин из 28 стран — от Австралии до Гонконга. Среди них: «Андерграунд» Эмира Кустурицы, «Летучий голландец» Иоса Стеллинга, «Смерть и девушка» Романа Поланского, «Полное затмение» Агнешки Холланд, «Шанхайская триада» Чжан Имоу, «Джефферсон в Париже» Джеймса Айвори, «Сад» Мартина Шулика, «Страстная неделя» Анджея Вайды и др.
Ретроспектив на сей раз было три: классика социально-политического кино из Италии Франческо Рози, отечественного классика Александра Довженко и шведского режиссёра Ингмара Бергмана. Ретроспектива последнего, организованная совместно с редакцией «Сеанса», ознаменовалась персональным визитом Гуннель Линдблум — бергмановского секс-символа начала 60-х.
Большим интересом у журналистов пользовалась пресс-конференция представителей Голливудской ассоциации зарубежной прессы, организованная в клубе «Джой» при участии газеты «Реклама-Шанс». Кстати, лучшим среди журналистов оказался Сергей Добротворский («Коммерсант-daily»), получивший приз дирекции за освещение подготовки и проведения «ФФ-96». А приз от радиостанции «Европа плюс» достался «Гротеску».
| ГРАН-ПРИ                                  | фильму «Шанхайская триада», реж. Чжан Имоу (Китай)      |
| Приз зрительских симпатий                 | фильму «Полное затмение», реж. Агнешка Холланд (Польша) |
| Приз дирекции Фестиваля                   | фильму «Монгольская история», реж. Си Фэй (Китай)       |
| Приз дирекции за лучшую программу фильмов | компании «Сэйлс» (Великобритания)                       |

### 1997
Среди картин, представленных зрителям на «Фестивале Фестивалей — 97», как всегда, были лауреаты «Оскара», призёры Каннского, Берлинского и других международных фестивалей: «Английский пациент» Энтони Мингеллы, «Рассекая волны» Ларса фон Триера, «Все прекрасно» Бу Виндерберга, «Галоп» Кшиштофа Занусси. Среди российских фильмов — «Три истории» Киры Муратовой, лента Андрея И «Научная секция пилотов», политический триллер Виктора Сергеева «Шизофрения».
Кроме того, в рамках пятого юбилейного кинофестиваля были проведены благотворительные кинопоказы и концерты для воспитанников детских домов, оставшихся в городе на летние каникулы.
Партнёрами в организации Фестиваля выступили такие авторитетные зарубежные организации, как Центр экспериментального кино в Риме, Британский совет, Фонд Сороса, Гёте-институт, кинокомпании «Сэйлс» и «Сине-Электра», POLOGRAM (Великобритания) и др.
Премия имени Николая Овсянникова — одного из организаторов фестиваля, погибшего незадолго до него, была вручена главному оператору фильма «Мать и сын» Алексею Федорову и исполнителю главной роли в этом же фильме Алексею Ананишнову.
| ГРАН-ПРИ | фильму «Рассекая волны», реж. Ларс фон Триер (Дания); фильму «Заговорщики сладострастия», реж. Ян Шванкмайер (Чехия)                                                                         |
| Приз зрительских симпатий | фильму «Записки у изголовья», реж. Питер Гринуэй (Англия) |
| Приз дирекции за лучшую программу фильмов                                                                                            | компании «Фортиссимо» (Голландия); компании «Интерсинема» (Россия) |
| Приз творческой поддержки им. Николая Овсянникова                                                                                    | Алексею Ананишнову (Россия) — исполнителю главной роли в фильме Александра Сокурова «Мать и сын»; Алексею Федорову (Россия) — оператору-постановщику фильма Александра Сокурова «Мать и сын» |
| Приз города «За творческий вклад в мировой кинематограф и активную деятельность в области международного культурного сотрудничества» | режиссёру Йосу Стеллингу (Голландия) |

### 1998
За неделю Шестого международного Фестиваля Фестивалей в шести кинотеатрах было показано более 120 фильмов — картины Ларса фон Триера, Энга Ли, Квентина Тарантино, Джоэла Коэна, Клода Шаброля, Вонга Карвая, Рауля Руиса и других; ретроспективы — к столетию Бертольда Брехта и Сергея Эйзенштейна, к 80-летию «Ленфильма» (уникальная подборка немых картин 1918—1934 годов), фильмы стран СНГ и Балтии. Для ретроспективы Джона Форда студия «Уорнер Бразерс» напечатала копию картины «Искатели».
Мировой премьерой фестиваля стал показ новой работы Александра Сокурова — пятисерийной неигровой картины «Повинность».
А,пожалуй, самой большой сенсацией на торжественной церемонии закрытия стало появление на сцене миллионного зрителя. По счастливой случайности им оказалась врач обыкновенной поликлиники. Медику была вручена постоянная карточка на бесплатное обслуживание от спонсоров Фестиваля медицинской ассоциации «Меди». После чего Елена заверила всех, что кино с это момента будет любить ещё больше.
А закрывала же «ФФ-98» легенда отечественного кинематографа Людмила Гурченко, которая была удостоена «Золотым грифоном» за свой многогранный талант и народное признание.
| ГРАН-ПРИ | фильму «Про уродов и людей», реж. Алексей Балабанов (Россия) |
| Приз зрительских симпатий | фильму «Умница Уилл Хантинг», реж. Гас Ван Сэнт (США) |
| Приз дирекции за лучшую программу фильмов                                                                                            | Конфедерации Союзов Кинематографистов; Госфильмофонду России |
| Приз творческой поддержки им. Николая Овсянникова                                                                                    | Петру Луцику (Россия) — автору сценария и режиссёру фильма «Окраина»; Сергею Маковецкому (Россия) — исполнителю главной мужской роли в фильме Алексея Балабанова «Про уродов и людей» |
| Приз города «За творческий вклад в мировой кинематограф и активную деятельность в области международного культурного сотрудничества» | режиссёру Кшиштофу Занусси (Польша) |

### 1999
В семь дней жизни «Фестиваля Фестивалей-99» также вместилось многое. Были фильмы и ретроспективы, юбилейные программы в честь Пушкина и Гёте. Прошли мастер-классы Андрея Хржановского и Рустама Ибрагимбекова. Кинодраматург и писатель Ибрагимбеков впервые выступил здесь в качестве режиссёра. А его первая полнометражная картина для большого экрана — фильм «Семья», поставленная вместе с режиссёром Рамизом Мирзоевым, в программе фестиваля представляла кинематограф сразу двух стран — России и Азербайджана.
Большой интерес вызвала представленная Конфедерацией союзов кинематографистов ретроспектива «Фильмы стран СНГ и Балтии — призёры международных кинофестивалей». Были показаны совершенно незнакомые нашему зрителю фильмы из Грузии, Эстонии, Казахстана, Киргизии и др.
Состоялась пресс-конференция двух видных режиссёров мирового кино, участвующих в работе Фестиваля, — Йоса Стеллинга (Нидерланды) и Лео Каракса (Франция). Прошла презентация «Хуберт Балс Фонда», представившая на Фестиваль программу фильмов, созданных при поддержке фонда.
| ГРАН-ПРИ | фильму «Молох», реж. Александр Сокуров (Россия); фильму «Ни поездов, ни самолётов», реж. Йос Стеллинг (Нидерланды) |
| Приз зрительских симпатий | фильму «Меня зовут Джо», реж. Кен Лоуч (Великобритания)                                                            |
| Приз дирекции за лучшую программу фильмов                                                                                            | компании Скип-Медиа                                                                                                |
| Приз творческой поддержки им. Николая Овсянникова                                                                                    | Кахе Кикабидзе (Грузия) — автору сценария и режиссёру фильма «Озеро»                                               |
| Приз города «За творческий вклад в мировой кинематограф и активную деятельность в области международного культурного сотрудничества» | режиссёру Леосу Караксу (Франция); режиссёру Александру Сокурову (Россия)                                          |

### 2000
«Изюминкой» и сюрпризом Фестиваля в 2000 году стал показ работ прибывшего в Санкт-Петербург Франсуа Озона. Ему-то и был вручен приз города за достойный вклад в мировое киноискусство. Большую часть основной программы составили картины, предоставленные Британским советом. Публике они понравились, о чём свидетельствует приз зрительских симпатий «Серебряный грифон», отданный трагикомедии «Славные люди» Джасмина Диздара. А также приз творческой поддержки им. Николая Овсянникова за дебют, доставшийся известному актёру Тиму Роту за «Зону военных действий».
А компания «Кока-кола» учредила специальный приз лучшему российскому фильму, и его обладателем стал «Дневник его жены» Алексея Учителя. На торжественном закрытии была показана лента «Рождественский пирог» — дебют знаменитой сценаристки Даниэль Томпсон.
| ГРАН-ПРИ | фильму «Табу», реж. Нагиса Осима (Япония)                                                                                                 |
| Приз зрительских симпатий | фильму «Прекрасные люди», реж. Жасмин Диздар (Великобритания)                                                                             |
| Приз дирекции за лучшую программу фильмов                                                                                            | компании Ле Студия Канал Плюс (Франция); компании Централ Партнершип (Россия); киностудии Ленфильм за ретроспективу фильмов Ильи Авербаха |
| Приз творческой поддержки им. Николая Овсянникова                                                                                    | Тиму Роту (Великобритания) — режиссёру фильма «Зона военных действий»                                                                     |
| Приз города «За творческий вклад в мировой кинематограф и активную деятельность в области международного культурного сотрудничества» | режиссёру Франсуа Озону (Франция) |

### 2001
На «ФФ-2001» были представлены традиционные секции. Среди них «Новое кино России», «Короткий метраж», «Фильмы стран СНГ и Балтии» и появившаяся сравнительно недавно «Детская площадка». «Мастер-класс» был представлен работами голландского режиссёра Йоса Стеллинга, который стал гостем Фестиваля.
Украшением Фестиваля стали специальные показы, подготовленные Французским институтом и Гёте-институтом. Так, французская сторона предложила вниманию зрителей картины «Любовники» и «Слишком много плоти» Жан-Марка Барра. А в секции «Ретроспективы» киноманам предстояло знакомство с творчеством знаменитого кинематографиста Робера Брессона.
Ярким событием стала демонстрация легендарного фильма «Метрополис» Фрица Ланга в сопровождении живой музыки. К этому мероприятию была приурочена и выставка, посвящённая творчеству мастера, которая развернулась в фойе Дома кино. Кроме того, немецкая сторона подготовила показ документального фильма о композиторе Курте Вайле и концерт, где произведения Вайля прозвучали в исполнении музыкантов и певцов из Германии, Америки, России.
| ГРАН-ПРИ | фильму «Телец», реж. Александр Сокуров (Россия)                     |
| Приз зрительских симпатий | фильму «О вкусах не спорят», реж. Аньес Жауи (Франция)              |
| Приз дирекции за лучшую программу фильмов                                                                                            | компании Бавария Фильм (Германия)                                   |
| Приз творческой поддержки им. Николая Овсянникова                                                                                    | Доминику Розероу (Великобритания) — режиссёру фильма «Мой брат Том» |
| Приз города «За творческий вклад в мировой кинематограф и активную деятельность в области международного культурного сотрудничества» | режиссёру Ренни Бартлеп (Германия-Канада)                           |

### 2002
В 2002 году «Фестиваль Фестивалей» праздновал юбилей. Открылся он американской драмой Марка Форстора «Бал монстров», сделавшей Хэлли Берри первой обладательницей премии «Оскар» среди темнокожих актрис. Фестивальными кинотеатрами стали: Дом Кино, «Родина», «Паризиана», «Спартак», «Молодёжный» и «Спорт».
Среди ретроспективных программ было представлено шесть фильмов Райнера Вернера Фассбиндера под общим названием «Любовь Фассбиндера». Также в рамках форума состоялась презентация первого в России банка сценариев «FilmIdea».
«Фестиваль Фестивалей» был включен в программу подготовки города к празднованию 300-летнего юбилея Санкт-Петербурга, и среди прочих были следующие показы: «Кино Санкт-петербурга в лицах» (десять 38-минутных серий о жизни и творчестве ленфильмовских режиссёров: Г. Козинцева, И. Хейфица, Ф. Эрмлера, В. Венгерова и других), «Петербург-зоо», а также ретроспектива «Санкт-Петербург — Петроград — Ленинград» глазами зарубежных кинематографистов.
Отечественный кинематограф представляли картины «Кукушка» А. Рогожкина, «Башмачник» В. Зайкина, «Собрание памятных вещей» Е. Харламовой, «Убитые молнией» Е. Юфита, «Апрель» К. Мурзенко и др.
| ГРАН-ПРИ | фильму «Кукушка», реж. Александр Рогожкин (Россия)       |
| Приз зрительских симпатий | фильму «Поговори с ней», реж. Педро Альмодовар (Испания) |
| Приз дирекции за лучшую программу фильмов                                                                                            | Норвежскому киноинституту (Норвегия)                     |
| Приз творческой поддержки им. Николая Овсянникова                                                                                    | проекту «Кино 00» (Канада)                               |
| Приз города «За творческий вклад в мировой кинематограф и активную деятельность в области международного культурного сотрудничества» | актёру Николай Трофимову (Россия)                        |

### 2003
Одиннадцатый Фестиваль Фестивалей проходил в кинотеатрах «Ленинград», «Молодёжный», «Родина», «Дом кино» и «Лидер». Как всегда, сохранились основные программы. В секции «Фестиваль Фестивалей» показали, среди прочих, «Героя» Чжан Имоу, «Догвилль» фон Триера и особенно ожидаемую «Команданте» Стоуна — документальную ленту, основанную на многочасовых интервью самого революционно мыслящего режиссёра с последним из великих революционеров, Фиделем Кастро.
Среди специальных программ — финское кино и несколько израильских лент, канадское «Kino 00», ретроспективы Вима Вендерса и Такаси Миикэ, петербургского «Ленфильма», — киноповествования о самых известных режиссёрах петербургского «Ленфильма», — таких как братья Васильевы или Динара Асанова.
| ГРАН-ПРИ | фильму «Бабуся», реж. Лидия Боброва (Россия) |
| Приз зрительских симпатий | фильму «Догвилль» (Дания-Швеция-Франция-Великобритания-Германия-Нидерланды), реж. Ларс фон Триер (Дания) |
| Приз дирекции Фестиваля | компании «Никола-фильм» (Россия) за плодотворное сотрудничество в подготовке и проведении кинофестиваля; компании «Кармен» (Россия) за программу "Дни Каталонского кино в Санкт-Петербурге; компании «Bossner» (Германия) за многолетнее и плодотворное сотрудничество в подготовке и проведении кинофестиваля |
| Приз творческой поддержки им. Николая Овсянникова                                                                                    | Андрею Щетинину (Россия) — актёру фильма Александра Сокурова «Мать и сын»; Алексею Неймышеву (Россия) — актёру фильма Александра Сокурова «Отец и сын». |
| Приз города «За творческий вклад в мировой кинематограф и активную деятельность в области международного культурного сотрудничества» | Зинаиде Шарко (Россия) — актрисе театра и кино; Эли Коэну (Израиль) — режиссёру фильма «Рутенберг» |

### 2004
Площадками для Фестиваля Фестивалей — 2004 стали кинотеатры «Родина», «Молодёжный» и Дом Кино. В торжественной церемонии открытия приняла участие известная актриса Голливуда Мерил Стрип. На открытии была показана новая картина испанского режиссёра Педро Альмодовара «Дурное воспитание», входившая в официальную программу Каннского кинофестиваля.
В течение недели зрители смогли увидеть 33 зарубежные и 7 картин «Hового кино России». Hесмотря на то, что некоторые из них, такие как «Поцелуй жизни» Эмили Янг с Ингеборгой Дапкунайте в главной роли, зрители уже видели на широких экранах города, основную часть составили фильмы, до Санкт-Петербурга ещё не добравшиеся. Среди них «Шиза» казахского режиссёра Гульшан Омаровой, «Слон» Гаса Ван Сента, «Самаритянка» корейского режиссёра Ким Ки-Дука. Из российских картин были представлены фильмы Павла Чухрая «Водитель для Веры» и Владимира Машкова «Папа».
В секции короткометражек представлены девять работ голландских, американских, французских, израильских, британских и российских режиссёров. Российское кино представило картины «Сапиенс» Александра Рогожкина и «Столичный скорый» Артёма Антонова.
Частью «Фестиваля Фестивалей» стал раздел специальных показов и цикл документальных фильмов.
Прошли также ретроспективные показы фильмов канадского режиссёра Робера Лепажа, британца Стивена Флиерса и грека Тео Ангелопулоса, картина которого завершила фестиваль. Hа фестивале была также представлена программа «Эротические истории» из кинокартин, созданных в Германии, Греции и Индии.
| ГРАН-ПРИ | фильму «Дурное воспитание», реж. Педро Альмодовар (Испания) |
| Приз зрительских симпатий | фильму «Король воров» (Словакия-Чехия-Германия-Австрия-Франция), реж. Иван Фила                                                                                          |
| Приз дирекции Фестиваля | Э. Мире Гавиаровой (Чехия) — директору программ Пражского кинофестиваля «Фебиофест» за многолетнее и плодотворное сотрудничество в подготовке и проведении кинофестиваля |
| Приз творческой поддержки им. Николая Овсянникова                                                                                    | Артёму Антонову — режиссёру фильма «Столичный скорый» (Россия) |
| Приз города «За творческий вклад в мировой кинематограф и активную деятельность в области международного культурного сотрудничества» | актрисе Мерил Стрип (США); режиссёру Тео Ангелопулосу (Греция) |

### 2005
Основу «Фестиваля Фестивалей-2005» составили традиционная международная программа и программа «Новое кино России». Был показан фильм «Мандерлай» — продолжение скандального «Догвилля». Среди картин, заслуживающих особое внимание, были: «Отель» Джессики Хаузнер, «Контроль» Нимрода Антала, «Охотники за эдельвейсами» Нико фон Глазова, «Знакомство с Цукерами» Дени Леви, «Однажды в Европе» Ханнеса Стоера, «Марионетки» Андерса Ронноу Кларлунда, «Монгольский пинг-понг» Инь Хас, «Быть Стенли Кубриком» Брайана В. Кука, «Кровь и кости» Сая Йочи и др.
А «специальную секцию» в этом году посвятили лентам о войне — российских и немецких режиссёров. Особенной была и рубрика Ретроспективы — дань уважения отдали Иосифу Хейфицу и Григорию Козинцеву. Открыли Фестиваль приглашённые российские звезды кино и театра Елена Цыплакова и Сергей Юрский.
| ГРАН-ПРИ | фильму «Хористы» (Франция-Швейцария-Германия), реж. Кристоф Барратье; фильму «Солнце» (Россия), реж. Александр Сокуров           |
| Приз зрительских симпатий | фильму «Итальянец», реж. Андрей Кравчук                                                                                          |
| Бронзовый грифон | фильму «Красное небо, чёрный снег» (Россия), реж. Валерий Огородников                                                            |
| Приз дирекции Фестиваля | компании «Русский Репортаж» за плодотворное сотрудничество в подготовке и проведении кинофестиваля                               |
| Приз творческой поддержки им. Николая Овсянникова                                                                                    | Сергею Потемкину — режиссёру фильма «Город без солнца» (Россия); Александру Плаксину — актёру фильма «Удаленный доступ» (Россия) |
| Приз города «За творческий вклад в мировой кинематограф и активную деятельность в области международного культурного сотрудничества» | Фредерику Фонтену (Бельгия) — режиссёру фильма «Жена Жиля»                                                                       |

### 2006
| ГРАН-ПРИ | фильму «Вокальные параллели» (Казахстан), реж. Рустам Хамдамов |
| Приз зрительских симпатий | фильму «Изображая жертву» (Россия), реж. Кирилл Серебренников |
| Бронзовый грифон | фильму «Потрясенная душа» (Турция), реж. Мустафа Алтиоклар |
| Приз дирекции Фестиваля | Академии кинематографии Баден-Вюртемберга (Людвигсбург) за кинопрограмму «Киноландшафт Баден-Вюртемберга»; Музею кино Санкт-Петербурга за панораму чешского кино «„От экстаза“ к „Чешскому сну“ на гребне „новой волны“» |
| Приз «За талант и народное признание»                                                                                                | актрисе Вере Глаголевой (Россия); актрисе Светлане Светличной (Россия) |
| Приз творческой поддержки им. Николая Овсянникова                                                                                    | Александре Сотниковой (Россия) — продюсеру фильма «Моя счастливая семья» |
| Приз города «За творческий вклад в мировой кинематограф и активную деятельность в области международного культурного сотрудничества» | режиссёру Рустаму Хамдамову (Россия); актёру и продюсеру Вилле Хаапасало (Финляндия) |

### 2007
XV Международный Фестиваль фестивалей проходил в Доме Кино (Зал Европейского кино), кинотеатрах «Родина», Union, «Дружба», «Бастион» — в городе Кронштадте, и «Авангард» — в Пушкине.
Среди прочих картин были показаны: «Параноид-парк» Гаса Ван Сэнта, «Время» Ким Ки-Дука, «Завет» Эмира Кустурицы, «Два в одном» Киры Муратовой, «Тристрам Шенди: история петушка и бычка» Майкла Уинтерботтома, «Наследство» Гелы Баблуани, «Сцены сексуального характера» Эда Блума, «Любовь со словарем» Зои Кассаветис, «Фальшивомонетчики» Стефана Рузовицки и другие.
Несколько картин вошли одновременно и в эту секцию и в образовавшийся при поддержке Банка Сосьете Женераль Восток так называемый «французский показ», который в свою очередь включал в себя ретроспективу фильмов Франсуа Озона. В рамках этой ретроспективы были показаны: «Летнее платье», «Увидеть море», «Крысятник», «Капли дождя на раскаленных скалах», «Криминальные любовники», «8 женщин», «Бассейн», «5x2».
В секции «Новое кино России» были заявлены «Александра» Александра Сокурова, «Груз 200» Алексея Балабанова, «Изгнание» Андрея Звягинцева, «Яр» Марины Разбежкиной, «Простые вещи» Алексея Попогребского, «Агитбригада „Бей врага!“» Виталия Мельникова, «Кружение в пределах кольцевой» Рамиля Салахутдинова, «Внук космонавта» Андрея Панина и Тамары Владимирцевой, «Искушение» Сергея Ашкенази, «Ласточки прилетели» Аслана Галазова, «Платки» Юрия Павлова.
Программа «Специальный показ» была посвящена 95-летию со дня рождения актёра Сергея Филиппова. А две «Ретроспективы» — творчеству Рустама Ибрагимбекова, которому был вручен приз города Санкт-Петербурга «За творческий вклад в мировой кинематограф и активную деятельность в области международного, культурного сотрудничества», и безвременно ушедшему режиссёру Валерию Огородникову.
Приз «За талант и народное признание» приняла из рук режиссёра из Великобритании Тома Робертса любимица российской публики Светлана Крючкова, которой и была предоставлена честь объявить о закрытии Фестиваля Фестивалей.
| ГРАН-ПРИ | фильму «Жизнь в розовом цвете» (Франция-Великобритания-Чехия), реж. Оливье Даан |
| Приз зрительских симпатий | фильму «Фальшивомонетчики» (Германия-Австрия), реж. Штефан Рузовицки |
| Бронзовый грифон | фильму «Платки» (Россия), реж. Юрий Павлов; фильму «На запад» (Босния-Герцеговина), реж. Ахмед Иманович |
| Приз дирекции Фестиваля | Министерству иностранных дел Франции; Посольству Франции в РФ; Французскому институту в Санкт-Петербурге за программу «Неделя французского кино» в рамках «Фестиваля Фестивалей-2007»; банку Сосьете Женераль Восток (Франция) за программу «Неделя французского кино» в рамках «Фестиваля Фестивалей-2007»; компании «Астра Марин»(Россия) за многолетнее и плодотворное сотрудничество в подготовке и проведении кинофестиваля; киноцентру «Дом Кино»(Россия) за многолетнее и плодотворное сотрудничество в подготовке и проведении кинофестиваля; кинотеатру «Кристалл Палас»(Россия) за многолетнее и плодотворное сотрудничество в подготовке и проведении кинофестиваля |
| Приз «За талант и народное признание»                                                                                                 | актрисе Светлане Крючковой (Россия) |
| Приз творческой поддержки им. Николая Овсянникова                                                                                     | Александру Реуцкому (Россия) — режиссёру фильма «Один»; Александру Позднякову (Россия) — режиссёру фильма «Свет в павильоне» |
| Приз города «За творческий вклад в мировой кинематограф и активную деятельность в области межждународного культурного сотрудничества» | сценаристу, режиссёру, продюсеру Рустаму Ибрагимбекову (Россия) |

### 2008
Одним из главных событий «ФФ-2008» стала неделя французского кино, составленная из творений культовых французских режиссёров нашего времени — Клода Лелюша, Кристофа Оноре, Оливье Ассаяса и других. «Изюминками» стали показ нового фильма режиссёра Мариона Лэна «Простое сердце» с Сандрин Боннер в главной роли и Ночь короткометражного французского кино 28-го июня.
Кроме того, в рамках фестиваля прошло ещё несколько показов, ретроспектив и специальных акций: «Новое кино России», «Короткий метраж», «Короткометражный Ленфильм», «Кино Норвегии», «Форум израильского кино», выставка фотографий фотохудожника Евгения Халдея, посвящённая 60-летию Каннского кинофестиваля, показ фильма «Примечания к прошлому» режиссёра Галины Долматовской, ретроспективы к 100-летию российского кинопроизводства и к 90-летию киностудии «Ленфильм».
Закрывался «Фестиваль фестивалей» фильмом Анджея Вайды «Катынь». Мэтр по состоянию здоровья в Петербург не приехал, передал свои поздравления фестивалю через коллег. В этом году состоялась премьера приза: режиссёр Георгий Даниелянц за свой фильм «Знаешь, мама…» удостоен награды «Киноглаз» как победитель в секции «Короткий метр».
| ГРАН-ПРИ | фильму «Простое сердце» (Франция), реж. Марион Лэн |
| Приз зрительских симпатий | фильму «Кус-Кус и Барабулька» (Франция), реж. Абделатиф Кешич |
| Бронзовый грифон (за лучший экспериментальный фильм)                                                                                  | фильму «Лучшее время года» (Россия), реж. Светлана Проскурина |
| Лучший короткометражный фильм | Приз «Киноглаз» газеты городского Правительства «Петербургский дневник» при поддержке Комитета по культуре — фильму «Знаешь, мама» (Россия), реж. Георгий Даниелянц |
| Приз дирекции фестиваля | компании Unifrance (Париж, Франция); киностудии им. Горького (Россия); Санкт-Петербургскому Государственному Университету кино и телевидения (Россия)               |
| Приз творческой поддержки им. Николая Овсянникова                                                                                     | продюсеру Владимиру Смородину (Россия); режиссёру Анатолию Баторову (Россия) за фильм «Улан-Удэнская история»                                                       |
| Приз города «За творческий вклад в мировой кинематограф и активную деятельность в области межждународного культурного сотрудничества» | кинорежиссёру, сценаристу и продюсеру Герцу Франку (Израиль) |
| Приз «За талант и народное признание»                                                                                                 | актёру Виктору Сухорукову (Россия); актёру Илье Олейникову (Россия)                                                                                                 |
| Приз за лучшее информационное освещение «Фестиваля Фестивалей — 2008»                                                                 | Радио Балтика (Россия) |

### 2009
Главными площадками фестиваля стали Дом кино (Зал европейского кино), киноцентр «Родина», кинотеатры «Кристалл-Палас» и «Каскад» (г. Петродворец), а также Центр современного искусства им. Сергея Курехина на Среднем проспекте Васильевского острова.
В рамках Недели французского кино зрители увидели среди прочих фильмы «Рикки» Франсуа Озона, «Серафина» Мартена Прово (7 премий «Сезар»), «Сердца» Алена Рене, «Свидетели» Андре Тишине и «Клиентка французского жиголо» Жозиана Бонасио.
Пять фильмов кинорежиссёров из Израиля в программе «Фестиваля израильского кино», четыре ленты из страны фьордов — в рамках Дня кино Норвегии и обширный список показов — в афише программы немецкого кино «Санкт-Петербург — Гамбург, города-побратимы». Кроме того, петербуржцы познакомились с современным срезом кинематографа Чехии, Черногории и Индии (в рамках проходящего в России Года культуры Индии).
Секция «Новое кино России» была представлена фильмами «Одна война» Веры Глаголевой, «Миннесота» Андрея Прошкина, «Сад» Сергея Овчарова, «Бубен, барабан» Алексея Мизгирева и др. 
 А киноманы насладились программой спецпоказа, посвящённого творчеству немецкого режиссёра Александра Клюге.
А закончился фестиваль показом скандального фильма режиссёра Ларса фон Триера «Антихрист».
| ГРАН-ПРИ | фильму «Рикки», реж. Франсуа Озон (Франция); фильму «Карамазовы». реж. Петр Зеленка (Чехия) |
| Серебряный грифон | фильму «Роберт Циммерманн» (Германия), реж. Леандер Хауссманн |
| Бронзовый грифон | фильму «Ярик» (Россия), реж. Сесиль Анри и Александр Ласло |
| Лучший короткометражный фильм | Приз «Киноглаз» газеты городского Правительства «Петербургский дневник» при поддержке Комитета по культуре — фильму «Нужны» (Россия), реж. Закариа Хаффман; фильму «Исповедь» (Россия), реж. Сергей Потемкин |
| Приз творческой поддержки им. Николая Овсянникова                                                                                     | Ире Према — режиссёру фильма «Марик» |
| Приз города «За творческий вклад в мировой кинематограф и активную деятельность в области межждународного культурного сотрудничества» | композитору Сергею Баневичу (Россия) |
| Дипломы Дирекции | Генеральному консульству Индии в Санкт-Петербурге; компании ОАО «В/К Совэкспортфильм» |
| Приз «За талант и народное признание»                                                                                                 | актрисе Нине Усатовой (Россия) |

### 2010
Открыла Фестиваль работа режиссёра Инера Саалема «Крыши Парижа». Специальным гостем этого фестиваля стала актриса Татьяна Доронина которой в рамках торжественного открытия была вручена награда «За талант и народное признание».
Программа включала в себя «Неделю французского кино», «Дни норвежского кино», «Дни израильского кино», а также программу немецких киноработ, специальные показы, ретроспективы и «Новое кино России».
Среди российских картин зрители увидели «Банкрот» Игоря Масленникова, «Дом солнца» Гарика Сукачёва, «Золотое сечение» Сергея Дебижева, «Видримасгор» Яна Поляруша, «Маленькие трагедии» Ирины Евтеевой, «Мужчина в моей голове» Алексея Пиманова, «Белая медведица» Дина Махаматдинова, «Пропавший без вести» Анны Фенченко, «Да здравствует королева! Виват!» Георгия Натансона, «Верую!» Лидии Бобровой, «Бибинур» Юрия Фетинга.
| ГРАН-ПРИ                                                               | фильму «Баария», реж. Джузеппе Торнаторе (Италия-Франция) |
| Серебряный грифон                                                      | фильму «Бибинур», реж. Юрий Фетинг (Россия) |
| Приз творческой поддержки им. Николая Овсянникова                      | Илье Казанкову за фильм «Мама» (Россия); Франку Герхардту за фильм «Цвета жизни» (Россия)                                                                                    |
| Лучший короткометражный фильм                                          | Приз «Киноглаз» газеты городского Правительства «Петербургский дневник» при поддержке Комитета по культуре — фильму «Томатная история», режиссёры Ольга и Татьяна Полиектовы |
| Приз «За талант и народное признание»                                  | актрисе Татьяне Дорониной; актрисе Наталье Фиссон |
| Приз дирекции фестиваля «За сотрудничество в проведении кинофестиваля» | Культурному фонду Земли Заксен-Анхальт (Германия); Киностудии «Троицкий Мост» (Россия); Киностудии им. Горького (Россия); фильму «Дом солнца», реж. Гарик Сукачёв            |
| Приз за лучшее информационное освещение кинофестиваля                  | Павлу Рыжкову, телеканал «НТВ» |

## Учредители и организаторы
Учредители: 

— Министерство культуры РФ;

— Комитет по культуре Санкт-Петербурга;

— Киностудия «Ленфильм»;

— Региональная общественная организация "Санкт-Петербургский международный кинофестиваль «Фестиваль Фестивалей»;

— Закрытое акционерное общество «Бюро по международным кинофестивалям»

Организационный комитет:

Президент кинофестиваля: Голутва Александр

Генеральный директор кинофестиваля: Мамонтов Александр
Программные директора:

Мамонтов Александр, Григоров Сергей
Координатор программ:

Беговатов Константин

## Программа
Программа кинофестиваля состоит из следующих секций:

«Фестиваль Фестивалей» — показ лучших игровых фильмов — участников и призёров Международных кинофестивалей;

«Новое кино России» — показ новейших российских игровых фильмов;

«Короткий метр» — короткометражные и анимационные фильмы молодых режиссёров России и других стран;

«Специальные показы»

«Ретроспективы»

## Призы
Гран-при — Золотой Грифон фильму, получившему самую высокую оценку среди гостей и участников Фестиваля.

Серебряный Грифон — Приз зрительских симпатий.

Бронзовый Грифон — За лучший экспериментальный фильм.

Приз Творческой поддержки имени Николая Овсянникова — За лучший дебют.

Приз города Санкт-Петербурга — За творческий вклад в мировой кинематограф и активную деятельность в области международного, культурного сотрудничества.

Приз дирекции — за лучшую программу фильмов.

Приз «За талант и народное признание» — вручается актёру, актрисе или режиссёру.

Обладатели призов определяются путём зрительского голосования и жюри.

## Пресса о Фестивале
…Это фестиваль для зрителя, который ищет фильмы взгляда, а не фильмы для глаза. Вместе с тем, такого рода кинематографические акции приобщают к кинокультуре массового зрителя…— Алла Бобкова, «Вечерний Минск»

…суть Питерского феста — в кинозале. Где в тёмном зале сидят зрители (а не только участники), а на экране показывают КИНО.
— «Московская правда»

Среди достопримечательностей Петербурга наиболее известны три: Эрмитаж, крейсер «Аврора» и «Фестиваль Фестивалей».
«Фестиваль Фестивалей» — достопримечательность недавняя. (…) Его принципиальное отличие от «Кинотавра» и Московского международного кинофестиваля заключается в том, что его организаторы ориентируются на интеллектуальное, эстетское кино.— Дмитрий Комм, «Труд-7»

Проведение «Фестиваля Фестивалей», безусловно, имеет серьёзное значение для популяризации российских и зарубежных фильмов, способствует развитию культурных взаимоотношений между странами и народами, а для режиссёров и продюсеров — это реальная возможность показать свои картины в одном из крупнейших культурных центров мира. — Лидия Крымова, «Культура»